# Occasionnalisme
En philosophie et en théologie, l'occasionnalisme est la doctrine ou la thèse selon laquelle les causes naturelles ne sont pas de véritables causes, mais seulement des « causes occasionnelles » qui déterminent Dieu, seule vraie cause, à agir.
Pour les partisans de l'occasionnalisme, aucune chose créée n'est véritablement cause d'une action ou d'un mouvement. Les mouvements du corps sont conçus comme les occasions pour Dieu de produire les pensées corrélatives dans l'âme ou l'esprit, et les pensées comme les occasions pour lui de produire les mouvements corrélatifs dans le corps. Ce ne serait donc que de façon illusoire que l'on prendrait nos désirs ou nos volontés pour les causes réelles de nos actions.

## Origine et histoire

### Sources
Selon Malebranche[réf. souhaitée], la notion d'occasionnalisme serait apparue chez certains philosophes scolastiques comme Gabriel Biel ou Pierre d'Ailly pour désigner une doctrine réservant à Dieu toute causalité efficace, Dieu seul étant l'acteur de ce qui se produit dans le monde. Sous cette forme, on parlera de l'occasionnalisme des théologiens arabes acharites, que saint Thomas d'Aquin attaque dans son Contra gentes : dire que tout découle de la volonté de Dieu, sans autre raison, c'est affirmer l'arbitraire divin et un irrationalisme naïf.

### Philosophie cartésienne
C'est avec les philosophes cartésiens Louis de La Forge, Géraud de Cordemoy et Geulincx que la thèse de l'occasionnalisme semble avoir trouvé sa première formulation favorable au milieu du XVIIe siècle.
Un des principaux objectifs de ces philosophes étaient d'abord de lutter contre les matérialistes qui, imaginant toute action sur le modèle de l'action par contact, déclaraient impossible l'action de l'âme sur le corps si l'âme n'était pas elle-même corporelle. D'autre part, les occasionnalistes s'opposaient à certains cartésiens qui concevaient le mouvement des corps comme une force s'exerçant sur eux.
Si l'on adopte la conception cartésienne de la matière comme simple « étendue », l'action d'un corps sur un autre devient inintelligible, car la « force mouvante » n'est pas contenue dans la notion d'étendue. Mais les matérialistes avaient tort d'en tirer une objection contre la nature spirituelle de l'âme puisqu' « il n'est pas plus difficile de comprendre comment un esprit peut agir sur un corps et le mouvoir que de concevoir comment un corps en pousse un autre ». Pour Descartes, c'était Dieu qui était la cause de tous les mouvements par le principe de la « création continuée » (renouvelée à chaque instant). L'occasionnalisme de La Forge et Cordemoy radicalise cette position. Entre ce que l'on appelle communément la cause et l'effet, il n'y a aucune relation de causalité véritable mais seulement une relation de succession déterminée. Une cause apparente est une occasion pour Dieu de produire un effet apparent parce qu'elle entretient avec ce dernier une relation de succession dont l'ordre a été établi par Dieu.
Aussi, pour les partisans de l'occasionnalisme, ce n'est pas notre volonté qui est la cause efficiente de nos mouvements volontaires, mais Dieu, et ce directement à l'occasion de certaines de nos « pensées » (souhaits, désirs, etc.)

### L'occasionnalisme de Malebranche
L'occasionnalisme des cartésiens La Forge ou Cordemoy semblait fragmenter la volonté créatrice divine en autant de volontés particulières qu'il y a d'événements dans le monde. En outre, il ne semblait pas pouvoir expliquer la régularité des rapports trouvée dans la nature. Malebranche proposa alors une version parfaitement déterministe de l'occasionnalisme : Dieu procède par décrets immuables et lois universelles qui se manifestent dans la causalité apparente de la nature. Cette conception déterministe résulte de deux grands principes théologiques :
1. Dieu seul est cause efficace (il est le « Tout-Puissant »)
2. La volonté de Dieu est immuable (car il est sans faille ni contradiction).

De ces deux principes, il découle que Dieu renouvelle à chaque instant la totalité de sa création non pas de façon arbitraire, en prenant une nouvelle décision, mais conformément à des lois universelles instituées par lui « de toute éternité ». Ces lois définissent pour l'éternité la façon dont les événements s'ordonnent les uns par rapport aux autres (ordre de succession, de coexistence, etc.) et constituent pour Dieu des raisons d'agir dans un sens déterminé sans nouveau décret. Dire qu'un événement (mouvement ou action) est la cause occasionnelle d'un autre événement, c'est signifier qu'il constitue une opportunité pour Dieu d'agir conformément aux lois qu'il a lui-même instituées à l'origine.
Il n'y a donc pas d'arbitraire dans les créations de Dieu mais, au contraire, une volonté parfaitement réglée que manifestent dans la nature les lois universelles du mouvement. L'occasionnalisme, loin de supposer, selon le reproche de Leibniz, un « perpétuel miracle », est donc inséparable d'un déterminisme dont les lois fixent avec rigueur la série des événements.

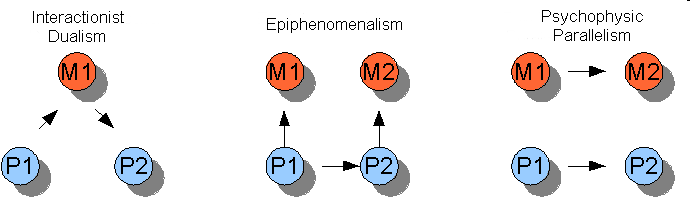
En philosophie de l'esprit, l'occasionnalisme est souvent présenté comme une alternative historique aux théories dualistes impliquant la causalité physique.

### L'occasionnalisme aujourd'hui
La théorie des causes occasionnelles est aujourd'hui devenue un modèle explicatif essentiellement métaphysique, proposant une solution au problème du corps et de l'esprit qui, à l'instar du parallélisme, exclut toute interaction entre des substances ou propriétés hétérogènes. Bien que souvent mentionnée dans les cours introductifs à la philosophie de l'esprit, cette solution n'est toutefois plus considérée comme crédible, car elle est trop dépendante de considérations théologiques.

## Analogie avec le langage
Pour les occasionnalistes, c'est faute d'avoir compris la différence entre causes apparentes et causes effectives que l'on croit que tel mouvement du corps cause effectivement tel sentiment, ou que telle volonté de l'âme cause effectivement tel mouvement du corps. Pour dissiper cette illusion, Géraud de Cordemoy opéra la distinction entre cause apparente et cause efficiente par le biais de l'exemple du langage, repris du chapitre 1 du Traité du monde et de la lumière de Descartes : de même que dans le langage, l'institution des hommes attache les signes aux choses qu'ils signifient, de même l'institution de Dieu a attaché les pensées aux mouvements corporels. Et de même que la seule relation de causalité effective entre les mots et les choses signifiées relève de l'institution des hommes, de même la seule relation de causalité effective entre les mouvements corporels et les « pensées » relève de l'institution de Dieu.
Il n'y a donc pas d'interaction entre la pensée et le corps mais plutôt une relation comparable à celle qui existe entre un signe et la chose qu'il désigne (ainsi les yeux humides et le sentiment de tristesse sont en corrélation sans qu'il y ait interaction entre ces deux types d'événements). Comme avec le langage, la relation entre le corps et l'esprit est un lien conventionnel résultant d'une décision originelle. Mais la relation esprit-corps a ceci de particulier pour Cordemoy qu'elle est instituée directement par décret divin. Cela signifie qu'au commencement était le Verbe : Dieu, par le Verbe, a créé la nature, et cette création peut être conçue comme l'institution d'un langage qui continue à avoir du sens. Dieu, en tant qu'instituteur de la corrélation des signes et des choses signifiées dans la nature est la seule cause efficiente entre le monde matériel et la pensée.

## Objections et critiques
Leibniz s'est exprimé contre l'occasionnalisme, qui est une théorie incompatible avec sa propre théorie de l'« harmonie préétablie ». Pour Leibniz, la nature n'est pas comme pour Malebranche constituée par des lois que Dieu impose aux choses indépendamment de ce qu'elles sont. Les lois découlent de la nature même des choses. De plus, en vidant la nature de toute efficace propre, l'occasionnalisme ne permettrait pas selon Leibniz de distinguer entre un phénomène naturel et un phénomène « miraculeux », tous les événements étant compris comme des miracles (autrement dit, comme des événements singuliers causés directement par Dieu)